# Palapa (Architektur)

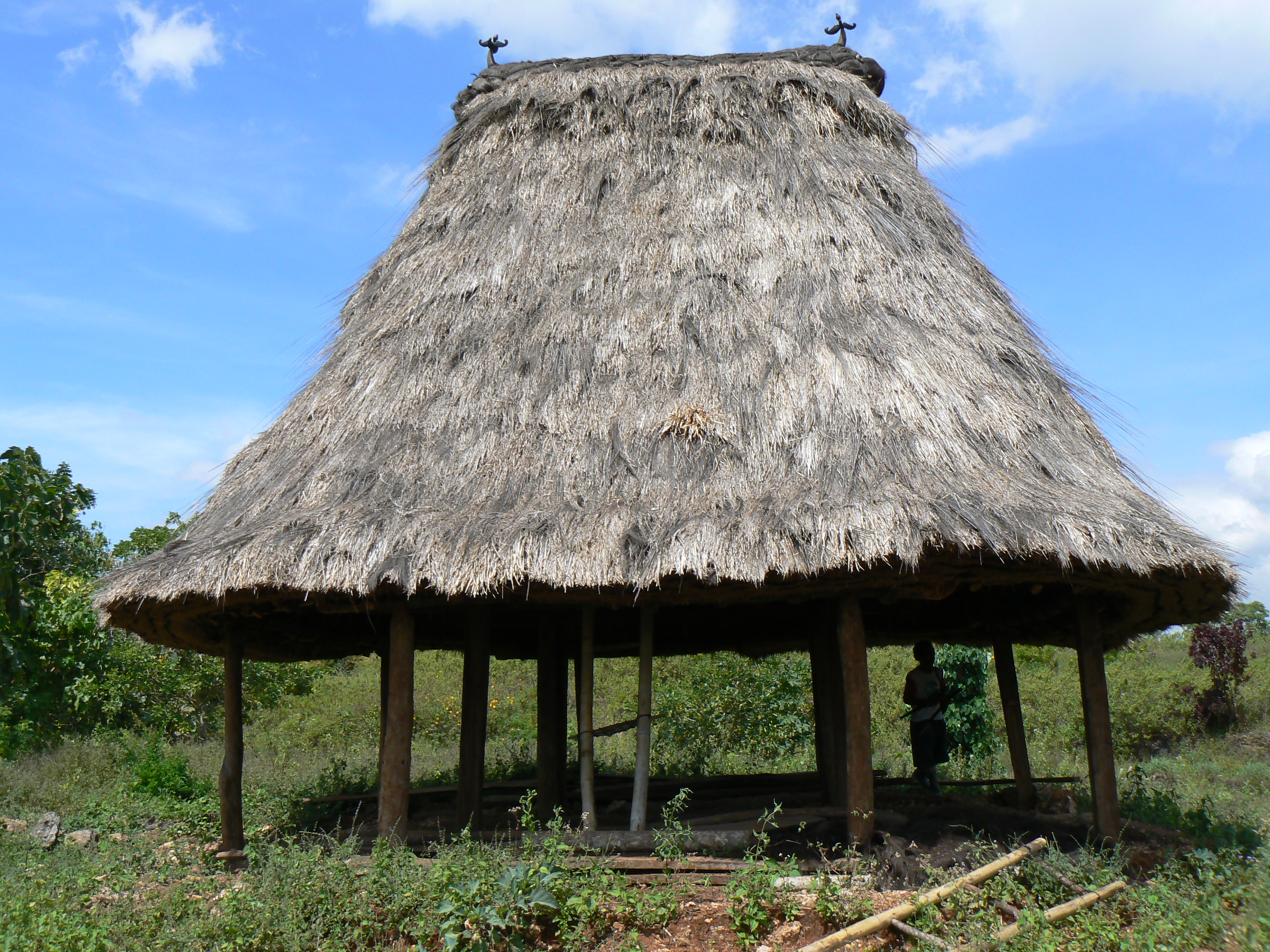
Ein Palapa-Dach in Osttimor

Palapa ist im Spanischen und Portugiesischen die Bezeichnung für Hütten, deren Dächer mit den Blattstielen von Palmblättern gedeckt sind beziehungsweise dem Material selbst.
Das Wort stammt aus der philippinischen Sprache Tagalog. Die Bezeichnung wird sowohl in Südostasien als auch in Zentralamerika verwendet, wo Palapas offene Konstruktionen mit Palmdächern bezeichnet, wie man sie oft an mexikanischen Stränden als Sonnenschutz findet.